# مايك بانكس (لاعب كرة قدم أمريكية)
مايك بانكس (بالإنجليزية: Mike Banks)‏ هو لاعب كرة قدم أمريكية أمريكي، ولد في 5 نوفمبر 1979 في ماسون سيتي في الولايات المتحدة.

## وصلات خارجية
- مايك بانكس على موقع مرجع كرة القدم المحترفة.كوم (الإنجليزية)